# Egyiptom hercege
Az Egyiptom hercege (eredeti cím: The Prince of Egypt) 1998-ban bemutatott amerikai vallásos témájú 2D-s számítógépes animációs musical-filmdráma, amely a DreamWorks legelső kézzel rajzolt animációs filmje. A film alapjául a bibliai Mózes története szolgál, az Ószövetség Kivonulás könyvéből. A filmet Philip LaZebnik és Nicholas Meyer forgatókönyvéből Brenda Chapman, Steve Hickner és Simon Wells rendezte, zenéjét Hans Zimmer szerezte. A mozifilm gyártója és forgalmazója a DreamWorks Animation.
Az Amerikai Egyesült Államokban 1998. december 18-án, Magyarországon 1998. december 24-én mutatták be a mozikban.

## Cselekmény
Az ősi Egyiptomban egy zsidó asszony gyermeket szül, akiről megjósolják, hogy ő lesz majd Isten kiválasztottja, hogy megszabadítsa a zsidó népet az egyiptomi rabszolgasorstól. Ám a fáraó, a zsidók túlszaporodásától és fellázadásától tartva, megparancsolja, hogy minden újszülött fiúgyermeket öljenek meg. Az asszony egy kosárba rejti a gyermeket, hogy megmentse, és a Nílus vizére rakja, majd megkéri idősebbik lányát, Miriamot, nézze meg merre viszi a folyó. A kosár végül a fáraó palotájához sodródik, ahol a fáraó felesége rátalál, és elhatározza, hogy magához veszi a gyermeket, akinek a Mózes nevet adja, mely azt jelenti, "vízből kihúzott".
Mózes egész életében abban a hitben nevelkedik, hogy ő Egyiptom hercege, idősebbik testvérével, Ramszesszel együtt, akiből egy napon majd fáraó lesz. Az apja, Sethi ezért szigorú és megkövetelő vele szemben, és mindig szigorú elvárási vannak felé. Egy alkalommal a főpapok egy gyönyörű rabszolgalányt ajándékoznak Ramszesznek. Cippóra azonban titokban megszökik a palotából. Mózes követi őt az éjszaka során, és az utcákon találkozik Miriammal és másik testvérével, Áronnal, akik elárulják neki, hogy zsidó, és hogy a testvérük. Mózes először nem hiszi ezt, de mikor Miriam elénekli neki az édesanyja régi altatódalát, Mózest elöntik az emlékek. A múltja végül feltárul előtte egy rémálomban, és végül maga Sethi is megerősiti a zsidó gyermekek megölését, úgy tekintve rájuk, hogy "csupán rabszolgák". Mózest egyre jobban megrettenti az egyiptomiak kegyetlen bánásmódja a zsidókkal, s, mikor megpróbál megvédeni egy zsidó öregembert egy durva katonától, véletlenül megöli az embert. A bűnéért halál vár rá, így kénytelen elhagyni Egyiptomot, hiába kérleli őt Ramszesz, hogy maradjon.
A sivatagban Mózes napokig bujkál. Egy alkalommal megvéd egy csapat kislányt néhány banditától. Kiderül, hogy a lányok Cippóra nővérei, ő pedig Midián papjának lánya, s nagy örömmel fogadja be Mózest is a családja közé. Mózes és Cippóra nagyon hamar megkedvelik egymást és végül összeházasodnak. Mózesből pásztor lesz, Midián nyáját legelteti a sivatagban, amikor az Úr megjelenik előtte egy égő csipkebokor formájában, és elmondja neki a rábízott küldetését, mely szerint ki kell vezetni a zsidókat Egyiptom földjéről. Mózes nem tudja,  hogyan is vihetné ezt véghez, de az Úr biztosítja őt, hogy mindvégig vele lesz. Mózes felelősséget érezvén a zsidók sorsáért, végül úgy dönt, visszatér Egyiptomba, ahol meglepetten tapasztalja, hogy most már Ramszesz a fáraó.
Bár Ramszesz kegyelemben részesíti Mózest korábbi bűnéért, és újra testvérévé fogadná, Mózes erősen ragaszkodik a küldetéséhez, és arra kéri Ramszeszt, engedje el a zsidókat. Hogy bemutassa Isten hatalmát, kígyóvá változtatja a botját, de az egyiptomi papok könnyűszerrel megcsinálják ugyanezt, igaz, Mózes kígyója elnyeli az övéiket. Ramszesz elárulva érzi magát Mózes szembeszegülése miatt, így nem hajlandó elengedni a zsidókat, sőt inkább megduplázza munkájukat. Mózes elszomorodik, de Miriam erőt önt belé, hogy folytassa a küldetését. Mikor Ramszesz újfent nem hajlandó elengedni a zsidókat, Mózes Isten segítségével vérré változtatja a Nílus vizét. Ezután újabb és újabb csapások sújtják Egyiptomot: sáskák, szúnyogok, böglyök, békák, dögvész, fekélyek, jégeső, és sötétség. Mózes ismét megpróbál beszélni Ramszesz fejével (és figyelmezteti őt az utolsó és legsúlyosabb csapásra), de Ramszesz továbbra sem enged. Így azon az éjszakán a halál angyala lesújt Egyiptomra, és megöl minden elsőszülött gyermeket, köztük Ramszesz fiát is, de a zsidó gyermekeknek nem esik bántódásuk, mert ők bárányvérrel megjelölték kapuikat. Az összetört szívű Ramszesz végül elengedi a zsidókat. Mózes lelkét gyötri a bűntudat a csapások miatt, amit a testvérének és Egyiptomnak okozott.
A zsidók kivonulnak Egyiptomból, és Mózes vezetésével átkelnek a Vörös-tengeren; az Úr kettéválasztotta előttük a vizet, így szárazon juthatnak át. Ám hamarosan egyiptomi katonák szegődnek a nyomukba, élükön a bosszúszomjas Ramszesszel, és megpróbálják megölni őket. Az Úr ismét a zsidók segítségére siet: a tenger vize újra megárad, de csak a katonákat sodorja el, a zsidók épségben átjutnak a túloldalra. Ramszeszt a tenger másik partjára veti a víz, teljesen egyedül, ahol tehetetlenségében Mózes nevét őrjöngi. Mózes a túlsó partról egy utolsó búcsút vesz egykori testvérétől, majd elindul, hogy tovább vezesse népét az Ígéret földje felé, Kánaánba. A film azzal zárul, ahogy Mózes lejön a Sínai-hegyről, kezében tartva a Tízparancsolatot.

## Szereplők
| Szereplő        | Eredeti hang                         | Magyar hang                             |
| --------------- | ------------------------------------ | --------------------------------------- |
| Mózes           | Val Kilmer Amick Byram (ének)        | Selmeczi Roland Debreczeny Csaba (ének) |
| Ramszesz        | Ralph Fiennes                        | Vincze Gábor Péter                      |
| Cippóra         | Michelle Pfeiffer                    | Kovács Nóra                             |
| Miriam          | Sandra Bullock Brenda Chapman (ének) | Gubás Gabi Auth Csilla (ének)           |
| Áron            | Jeff Goldblum                        | Bognár Zsolt                            |
| Jetró           | Danny Glover Gavin Greenaway (ének)  | Izsóf Vilmos Sárkány Kázmér (ének)      |
| Széthi          | Patrick Stewart                      | Csurka László                           |
| Királynő        | Helen Mirren Linda Shayne (ének)     | Für Anikó Hámori Ildikó (ének)          |
| Hotep           | Steve Martin                         | Vass Gábor                              |
| Hui             | Martin Short                         | Kálid Artúr                             |
| Ramszesz fia    | Bobby Motown                         | Kováts Dániel                           |
| Miriam fiatalon | Eden Riegel                          | Szentesi Dóra (ének)                    |
| Jokébed         | Ofra Haza                            | Kocsis Judit                            |

## Betétdalok
| Magyar                       | Magyar                                                | Angol                               | Angol                           |
| Dal                          | Előadó                                                | Dal                                 | Előadó                          |
| ---------------------------- | ----------------------------------------------------- | ----------------------------------- | ------------------------------- |
| Megszabadít                  | Ofra Haza Bergendy-együttes                           | Deliver Us                          | Ofra Haza                       |
| Hallgass te gyermek          | Ofra Haza                                             | Deliver Us                          | Ofra Haza                       |
| Légy majd a szabadító        | Szentesi Dóra                                         | Deliver Us                          | Eden Riegel                     |
| Hallgass te gyermek (Miriam) | Auth Csilla                                           | River Lullaby                       | Sally Dworsky                   |
| Oly szép ez a világ          | Debreczeny Csaba                                      | All I Ever Wanted                   | Amick Byram                     |
| Ez otthonod, fiam            | Hámori Ildikó                                         | All I Ever Wanted (Queen's Reprise) | Linda Shayne                    |
| Ahogy az Úr a mennyből lát   | Sárkány Kázmér                                        | Through Heaven's Eyes               | Gavin Greenaway                 |
| Hatalmad itt nem nagy szám   | Vass Gábor Kálid Artúr                                | Playing with the Big Boys           | Steve Martin Martin Short       |
| Így szólt az Úr              | Debreczeny Csaba Vincze Gábor Péter Bergendy-együttes | The Plagues                         | Amick Byram Ralph Fiennes       |
| Mert ő küld száz csodát      | Kovács Nóra Auth Csilla Bergendy-együttes             | When You Believe                    | Michelle Pfeiffer Sally Dworsky |